# Sela pri Dolenjskih Toplicah

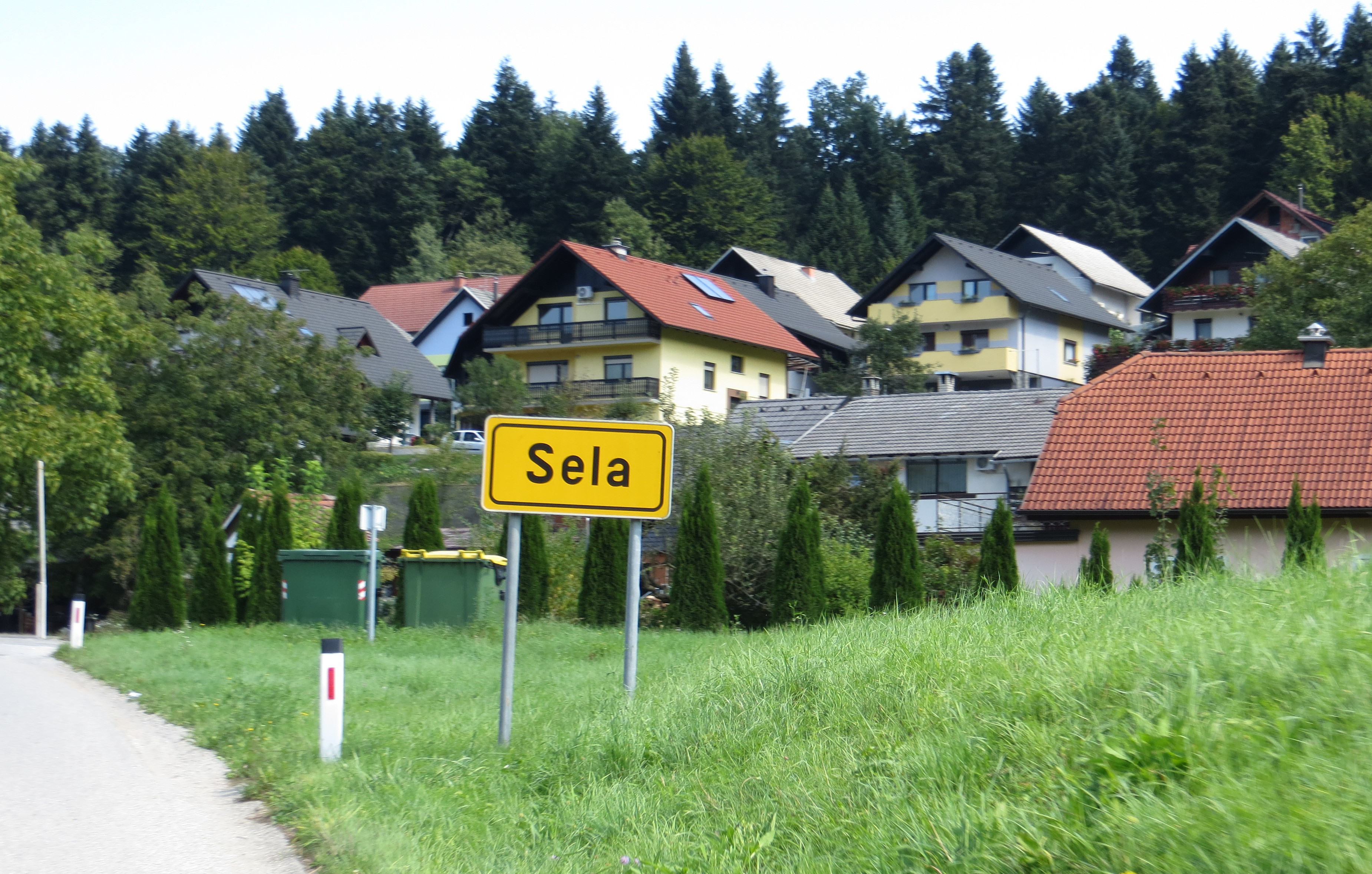
Dorfeingang von Sela unterhalb des Cvinger

Sela pri Dolenjskih Toplicah  (deutsch Sella bei Töplitz, auch Szella) ist eine Siedlung in der slowenischen Gemeinde Dolenjske Toplice im Südosten des Landes. Die Gegend ist Teil der historischen Region Unterkrain und gehört heute zur Region Jugovzhodna Slovenija (Südost-Slowenien).
Der Name der Ortschaft wurde 1953 von Sela in Sela pri Dolenjskih Toplicah geändert.

## Sehenswürdigkeiten, Aktivitäten

### Hügelgräber am Cvinger
Das Dorf liegt südlich des Cvinger-Hügels mit seiner archäologischen Stätte. Am östlichen Dorfeingang befindet sich einer der Zugänge zum Archäologischen Pfad, insbesondere zu den Hügelgräbern im Branževec-Wald direkt oberhalb der Ortschaft.

### Wanderungen
Der Ort eignet sich als Startpunkt für Wanderungen in der Umgebung.